# Cimicodes ferruginea
Cimicodes ferruginea là một loài bướm đêm trong họ Geometridae.